# Hezké chvilky bez záruky
Pour plus de détails, voir Fiche technique et Distribution.
Hezké chvilky bez záruky est un film tchèque réalisé par Věra Chytilová, sorti en 2006.

## Synopsis
L'histoire de la psychologue Hana entrecoupée des récits de ses patients.

## Fiche technique
- Titre original : Hezké chvilky bez záruky (litt. « De bons moments sans garantie »)
- Réalisation : Věra Chytilová
- Scénario : Věra Chytilová
- Pays d'origine : République tchèque
- Format : Couleurs - 35 mm
- Genre : drame
- Durée : 113 minutes
- Date de sortie : 2006

## Distribution
- Jana Janěková : Hana, la psychologue
- Jana Krausová : Eva, la galeriste
- Bolek Polívka : Dub
- David Kraus : Pavel
- Igor Bares : Karel, le mari d'Hana
- Martin Hofmann : Petr, l'ami de Pavel
- Miroslav Hájek : Honzík
- Jirí Ornest : Benda
- Katerina Irmanovová : Bendová
- Barbora Hrzánová : Sára
- Zora Rozsypalová